# Atmosfera

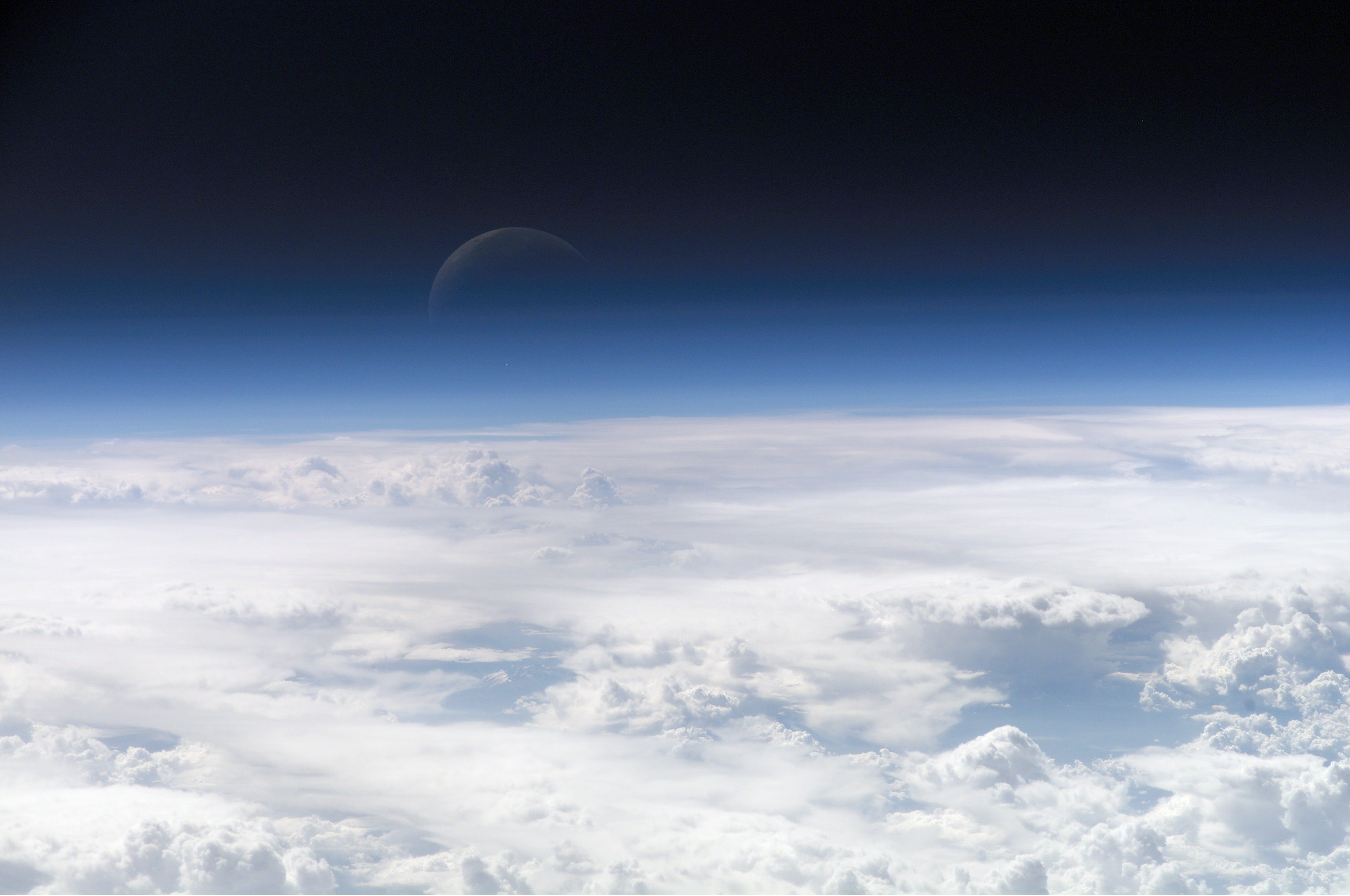
L'atmosfera terrestre vista dalla sua sommità (esosfera)

L'atmosfera (dal greco antico ἀτμός?, atmòs, "vapore" e σφαῖρα, sphàira, "sfera") è un involucro gassoso che circonda un corpo celeste, le cui molecole sono trattenute dalla forza di gravità del corpo stesso.
L'atmosfera terrestre non presenta una struttura omogenea e per questo viene suddivisa in vari strati che presentano caratteristiche diverse. Gli strati sono cinque: (troposfera, stratosfera, mesosfera, termosfera, esosfera), mentre in buona parte della mesosfera e termosfera è compresa la cosiddetta ionosfera.

## Descrizione

### Atmosfera terrestre

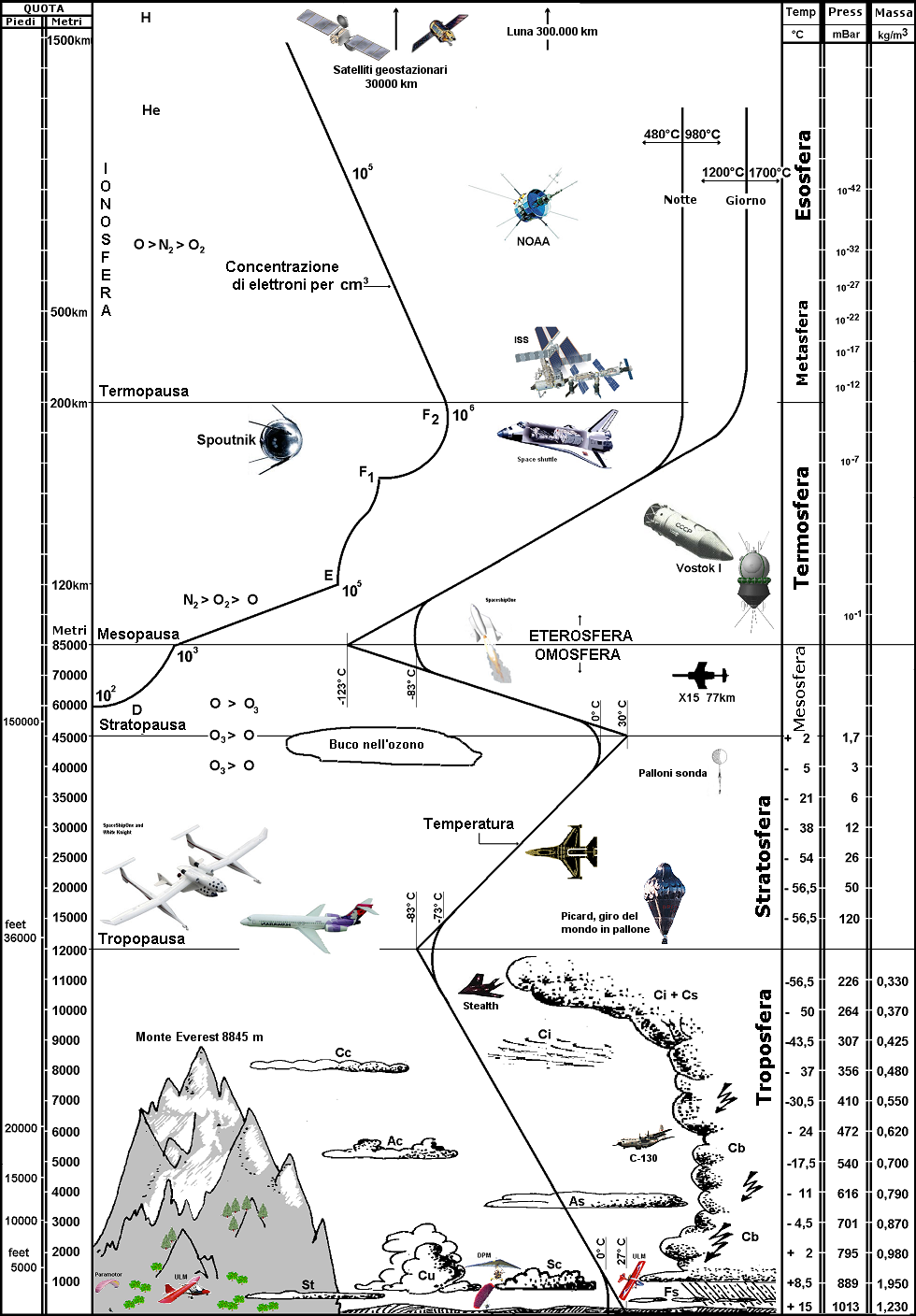
L'intera atmosfera terrestre, con le sue suddivisioni, i fenomeni più tipici e le tecnologie umane.

Composizione dell'atmosfera terrestre.

La Terra possiede un'atmosfera caratterizzata da una struttura piuttosto complessa e suddivisa in più strati, che in ordine di altezza sono (dal più vicino alla superficie al più lontano):
- troposfera (fino all'altezza media di circa 12 km, variabile tra 8 km ai poli e 16-20 km all'equatore)
- stratosfera (o ozonosfera, circa da 8-20 km a 50 km di altezza)
- mesosfera (circa tra 50 e 85 km di altezza)
- termosfera (o ionosfera, circa tra 85 e 200 km di altezza)
- esosfera (circa tra 200 a 10 000 km di altezza)

Nella troposfera avviene la maggior parte dei fenomeni meteorologici, mentre nella stratosfera l'ozono assorbe in parte i raggi ultravioletti del Sole, estremamente dannosi per la vita.
La ionosfera invece blocca i raggi cosmici.
La composizione chimica media al suolo dell'atmosfera è la seguente:
- Azoto (N2): 78,08%
- Ossigeno (O2): 20,95%
- Argon (Ar): 0,6%
- Vapore acqueo (H2O): 0,33% in media (variabile da circa 0% a 5-6%)
- Biossido di carbonio (CO2): 0,0403% (403,3 ± 0.1 ppm) (media globale per il 2016[1])
- Neon (Ne): 0,00181% (18 ppm)
- Elio (He): 0,0005% (5 ppm)
- Metano (CH4): 0,0002% (2 ppm)
- Idrogeno (H2): 0,00005% (0,5 ppm)
- Kripton (Kr): 0,000011% (0,12 ppm)
- Xeno (Xe): 0,000008% (0,08 ppm)
- Ozono (O3): 0,000004% (0,0364 ppm)

Sono anche presenti tracce di ossidi di azoto (NO, NO2; N2O), monossido di carbonio (CO), ammoniaca (NH3), biossido di zolfo (SO2), solfuro di idrogeno (H2S).
Non tutti gli strati hanno le stesse concentrazioni di gas: ad esempio il vapore acqueo è presente quasi soltanto nella troposfera, lo strato più basso, ed è praticamente assente nella termosfera e nell'esosfera, che viceversa contengono quasi tutto l'elio e l'idrogeno. L'ozono è contenuto in massima parte nella stratosfera, in cui costituisce un importante strato, chiamato appunto "strato dell'ozono".

### Atmosfere planetarie

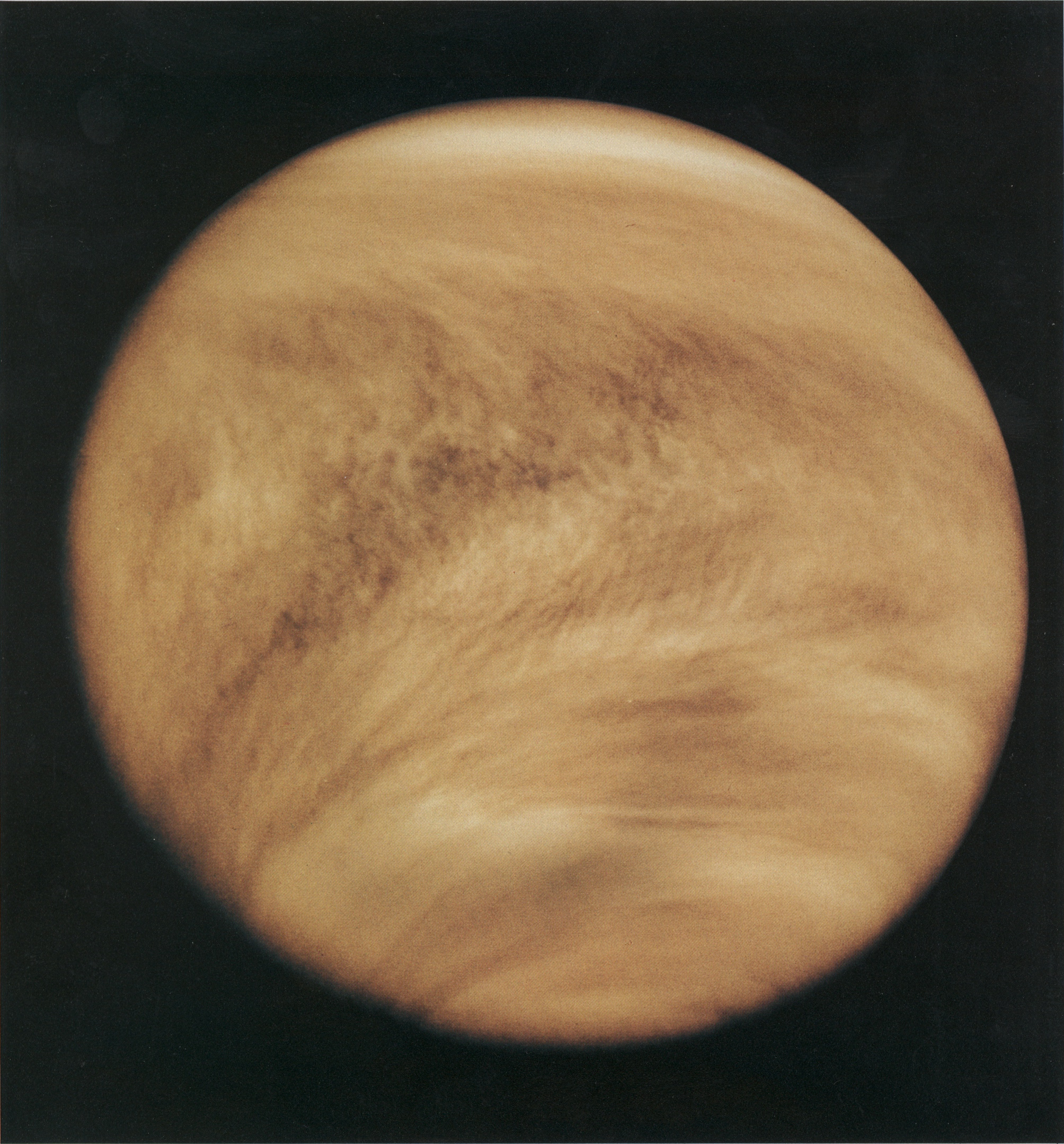
Atmosfera di Venere

I gas costituenti un'atmosfera planetaria subiscono una costante dispersione verso lo spazio cosmico, favorita dall'irraggiamento solare e ostacolata dalla forza di gravità esercitata dalla massa del pianeta; l'atmosfera viene inoltre rifornita di nuovi gas dalle eventuali eruzioni vulcaniche che possono aver luogo sulla superficie del pianeta. Dunque, i pianeti più grandi e/o geologicamente attivi e/o più distanti dal Sole tendono a mantenere più facilmente un'atmosfera. Il pianeta Mercurio, essendo di dimensioni ridotte (quindi con attrazione gravitazionale debole) e trovandosi a ridotta distanza dal Sole (quindi esposto a un irraggiamento più intenso) attualmente presenta solo delle tracce di atmosfera; esso è l'unico pianeta del sistema solare che presenta questa caratteristica.
La presenza di ossigeno libero è prerogativa unica dell'atmosfera della Terra, mentre in tutte le altre atmosfere di pianeti del sistema solare studiate finora non se ne è trovata traccia. Un'atmosfera planetaria che contenga ossigeno gassoso in grosse quantità non è chimicamente in equilibrio: infatti l'ossigeno è un gas estremamente reattivo, che nel tempo si combina completamente con le rocce e gli altri composti della superficie, ossidandoli e sparendo dall'atmosfera. La sua presenza (e persistenza) sulla Terra è conseguenza dell'attività biologica di piante, che lo producono in grandi quantità come sottoprodotto della fotosintesi: per questo motivo si considera la presenza di ossigeno gassoso in quantità apprezzabili nell'atmosfera di un dato pianeta come indicatore della presenza di vita su di esso. Inoltre, l'atmosfera ha una funzione di "filtro" perché permette alla luce e al calore del Sole di raggiungere il pianeta, ma impedisce che le radiazioni solari nocive alla vita (raggi X o UV) arrivino in grandi quantità.

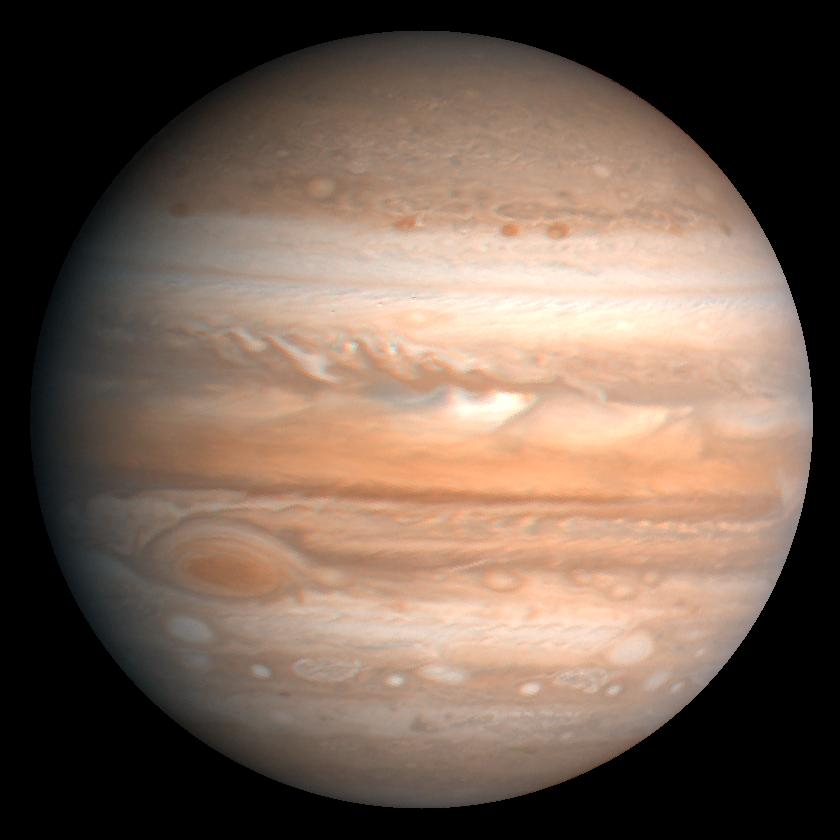
L'atmosfera di Giove

- Atmosfera di Marte
- Atmosfera di Venere
- Atmosfera di Giove
  - Atmosfera di Titano
  - Atmosfera di Ganimede
  - Atmosfera di Europa
  - Atmosfera di Io
  - Atmosfera di Callisto
- Atmosfera di Saturno
- Atmosfera di Nettuno
  - Atmosfera di Tritone
- Atmosfera di Urano
- Atmosfera di Plutone

### Atmosfere stellari

Un'eclissi totale di Sole; si osservano distintamente la corona (bianco) e la cromosfera (rosato), che costituiscono la sua atmosfera.

Anche gli strati esterni di una stella sono formati di gas, per quanto estremamente caldo e per lo più sotto forma di plasma. La composizione di questi strati gassosi varia con il tipo e l'età della stella, ma si tratta in massima parte di idrogeno, con una percentuale minoritaria di elio. Gli eventuali elementi più pesanti, come l'ossigeno, il boro, il carbonio ecc. sono presenti in piccole percentuali o in tracce, e restano in massima parte sepolti negli strati interni della stella stessa. L'atmosfera stellare si divide in due parti: la cromosfera e la corona.

#### Cromosfera
La cromosfera, lo strato più basso e più freddo, non è visibile direttamente, a causa dell'estrema luminosità della fotosfera sottostante, ma si può vedere durante le eclissi o con speciali strumenti, i coronografi, che filtrano la luce solare lasciando passare solo la lunghezza d'onda alfa dell'idrogeno. La cromosfera è anche sede di intense eruzioni che liberano una grande quantità di energia.

#### Corona
La corona, lo strato più esteso, si estende oltre la cromosfera ed è composta di gas estremamente rarefatto e caldissimo: la temperatura dei gas coronali può andare da uno ad alcuni milioni di gradi. Il motivo di una temperatura tanto alta è tuttora sconosciuto, anche se probabilmente è celato nell'interazione dei campi magnetici stellari con il gas.